# Método de los momentos generalizado
El método de los momentos generalizado (conocido como GMM por sus siglas en inglés) es una técnica econométrica genérica de estimación de parámetros de una ecuación de regresión, desarrollada como una extensión del método de los momentos. Su aplicación es recomendada cuando hay sospecha de problemas de endogeneidad entre las variables explicativas del modelo y el número de momentos es mayor que el número de parámetros a estimar.
El GMM es considerado como una de las técnicas más avanzadas en econometría y su aplicación es cada vez más frecuente. El método requiere que un determinado número de momentos sean especificados.

## Presupuestos
Dado un modelo de estimación de oferta y demanda de un bien cualquiera, y siendo {\displaystyle p_{i}} el precio del bien, con el índice "i" representando cada observación de este precio:
1) demanda: {\displaystyle q_{i}^{d}=\alpha _{0}+\alpha _{1}\cdot p_{i}+u_{i}}, donde {\displaystyle q_{i}^{d}} es la cantidad demandada.
2) oferta: {\displaystyle q_{i}^{s}=\beta _{0}+\beta _{1}\cdot p_{i}+v_{i}}, donde {\displaystyle q_{i}^{s}} es la cantidad ofrecida.
3) equilibrio de mercado: {\displaystyle q_{i}^{d}=q_{i}^{s}=q_{i}}
Substituyendo la ecuación 3 en las ecuaciones 1 y 2, podemos transformar las tres ecuaciones en dos:
1) {\displaystyle q_{i}=\alpha _{0}+\alpha _{1}\cdot p_{i}+u_{i}}
2) {\displaystyle q_{i}=\beta _{0}+\beta _{1}\cdot p_{i}+v_{i}}
Se dice que un regresor (variable explicativa) es endógeno, si no ha sido predeterminado, o sea, si no es ortogonal al "término de error". En el ejemplo de arriba el regresor {\displaystyle p_{i}} es necesariamente endógeno en las dos ecuaciones, pues es una función de los dos términos de error:
{\displaystyle p_{i}={\frac {\beta _{0}-\alpha _{0}}{\alpha _{1}-\beta _{1}}}+{\frac {v_{i}-u_{i}}{\alpha _{1}-\beta _{1}}}\rightarrow Cov\left(p_{i},u_{i}\right)\neq 0,Cov\left(p_{i},v_{i}\right)\neq 0}
Como la correlación entre el regresor y el término error (en cada una de las ecuaciones) es diferente de cero, el método de mínimos cuadrados ordinarios (OLS) no puede ser utilizado, pues genera estimadores inconsistentes para {\displaystyle \alpha _{1}} e {\displaystyle \beta _{1}}. Por tanto, el método de mínimos cuadrados ordinarios es un caso muy particular de GMM, que ocurre cuando no hay correlación entre la variable explicativa y el término de error.
También el método de variables instrumentales es considerado otro caso especial de GMM.

## Formulación general e hipótesis
Sea una ecuación lineal, a ser estimada, en la forma matricial:
{\displaystyle y_{i}=\mathbf {x_{i}} {\boldsymbol {\delta }}+\varepsilon _{i},i=1,2,...,n}
donde {\displaystyle \mathbf {x_{i}} } indica un vector L dimensional (indicando L variables explicativas), y {\displaystyle \varepsilon _{i}} indica un término de error no observable.
- Sea {\displaystyle \mathbf {z_{i}} } un vector de instrumentos y {\displaystyle \mathbf {w_{i}} } los elementos únicos y no constantes de {\displaystyle \left(y_{i},\mathbf {x_{i}} ,\mathbf {z_{i}} \right)}.

- Sea {\displaystyle \mathbf {g_{i}} \equiv \mathbf {z_{i}} \cdot \varepsilon _{i}}. Asumimos que {\displaystyle E\left(\mathbf {g_{i}} \right)=0}, o sea, los instrumentos son ortogonales al término de error.

- Condición de rango: La matriz de tamaño KXL {\displaystyle E\left(\mathbf {z_{i}} \mathbf {x_{i}} ^{T}\right)={\boldsymbol {\Sigma _{zx}}}} es de rango completo, o sea, su rango es L (número de columnas).

- Condición necesaria para la identificación: el número de variables predeterminadas (K) debe ser mayor o igual a L (número de regresores).

## Propiedades
La idea del método de los momentos generalizado es usar las condiciones de los momentos que pueden ser encontrados en un problema de estimación de parámetros con el menor esfuerzo. Se asume que los datos son procesos estocásticos {\displaystyle (Y_{1},Y_{2},\ldots ).}  En el lenguaje matemático, se inicia con una función (vector de valores) {\displaystyle f} que depende tanto de los parámetros como de la simple observación que tiene media cero para el valor verdadero del parámetro, {\displaystyle \theta =\theta _{0},} i.e.
{\displaystyle E[f(Y_{i},\theta _{0})]=0.\,}
Para convertir esa función en una estimación de parámetros, se debe minimizar la función cuadrática asociada
{\displaystyle \ {\hat {\theta }}={\text{arg}}\min _{\theta }\left(\sum _{i=1}^{N}f(Y_{i},\theta )\right)^{T}A\left(\sum _{i=1}^{N}f(Y_{i},\theta )\right)}
Donde el sobreescrito {\displaystyle T} denota la matriz traspuesta, y {\displaystyle A} es una matriz de ponderaciones definida positiva que puede ser conocida a priori o estimada a partir de los datos de la muestra, incorporando observaciones e instrumentos.
El método GMM escoge los coeficientes de forma que los residuos sean ortogonales a los instrumentos utilizados. Este método ha sido ampliamente reconocido donde el principio de máxima verosimilitud es inaplicable.

## Historia
El método GMM fue creado por Lars Peter Hansen y expuesto por primera vez en 1982 en un artículo de la revista Econometrica. Sin embargo, este método tuvo su fundamento y antecedentes en los trabajos de Karl Pearson sobre el método de los momentos, expuesto en 1895; y en los trabajos posteriores de Ronald Fisher (1925) y de  Jerzy Neyman y Egon Pearson (1928) sobre el método MCE que supera a dificultades del método de los momentos cuando se tienen más condiciones de momentos que parámetros a ser estimados (sistema sobre determinado).